# 삼한사온
삼한사온(三寒四溫)은 대한민국과 중국 동북부에서 겨울철에 나타나는 3일간 춥고, 4일간 따뜻해지는 현상을 말한다. 기압골이 빠져 나간 뒤 3∼4일은 추워지지만, 다음 기압골이 가까이 다가오기 때문에 남쪽으로 치우치는 바람이 불어 다시 얼마 동안 따뜻해진다. 이것은 겨울의 대륙 고기압이 거의 7일 주기로 소장하는 것을 나타낸다.